# Cinzano (bebida)
Cinzano é uma marca de vermute italiana, lançada originalmente em 1757 e, a partir do século XIX passou a ser comercializada em todo o mundo.
Desde 1999 é propriedade do Grupo Campari.

## Composição e versões
Em sua composição entram vinhos, ervas, especiarias e outros ingredientes naturais; seu teor alcoólico é de 16%. Modernamente a bebida tem quatro versões:
- Cinzano Rosso,[3] que é de cor âmbar;[4]
- Cinzano Bianco, que é branco e mais seco do que Rosso, mas ainda considerado um vermute doce;[4]
- Cinzano Extra Dry, um vermute seco;[4]
- Cinzano Rosé, mais recente dos quatro, de cor rósea com toques de laranja.[4]

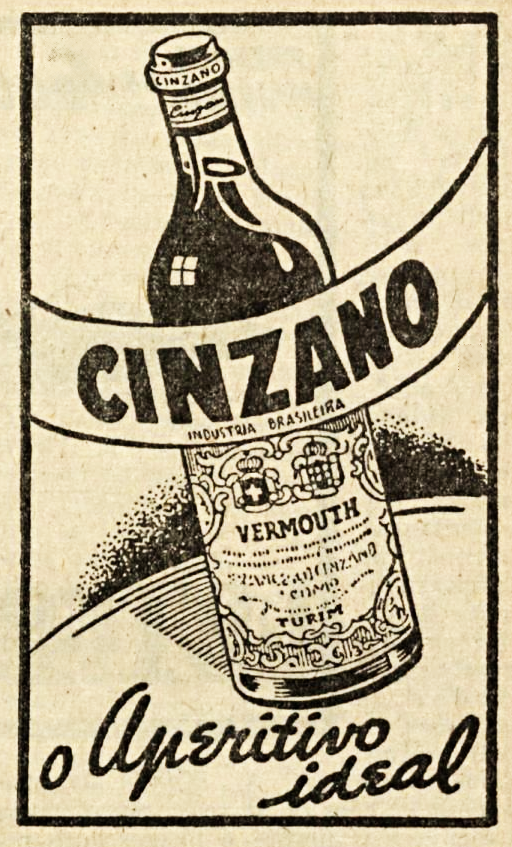
Propaganda brasileira de 1944.